# 1273 км
1273 км — разъезд (населённый пункт) в городском округе город Бугуруслан Оренбургской области России.

## География
Населённый пункт находится у одноимённого железнодорожного разъезда на линии Самара — Уфа, около автодороги Р225, на расстоянии 5,5 км к юго-западу от города Бугуруслан, административного центра округа.

### Часовой пояс
Разъезд 1273 км, как и вся Оренбургская область, находится в часовой зоне МСК+2. Смещение применяемого времени относительно UTC составляет +5:00.

## История
Населённый пункт появился при строительстве железной дороги. В селении жили семьи тех, кто обслуживал железнодорожную инфраструктуру разъезда.

## Население
| 2010 |
| ---- |
| 16   |

### Национальный состав
По данным Всероссийской переписи населения 2010 года:
| № | Национальность | Численность, чел. | Доля |
| - | -------------- | ----------------- | ---- |
| 1 | русские        | 6                 | 38 % |
| 2 | татары         | 4                 | 25 % |
| 3 | другие         | 6                 | 37 % |

## Инфраструктура
Путевое хозяйство Куйбышевской железной дороги. Действует железнодорожная платформа 1273 км (код 659353).